# Miss Pettigrews großer Tag
Miss Pettigrews großer Tag ist eine US-amerikanisch-britische Filmkomödie aus dem Jahr 2008. Der Film von Bharat Nalluri beruht auf dem Roman Miss Pettigrew Lives for a Day von Winifred Watson aus dem Jahr 1938.

## Handlung
London kurz vor Ausbruch des Zweiten Weltkriegs: Guinevere Pettigrew wird innerhalb kürzester Zeit mehrere Male als Kindermädchen entlassen. Sie hat keinen Besitz, kein Dach über dem Kopf und holt sich ihr Essen bei einer Obdachlosenküche ab. Nach einer Nacht auf dem Bahnhof begibt sie sich zu ihrer Arbeitsvermittlerin Miss Holt, die sich weigert, sie in einen weiteren Haushalt zu vermitteln. Miss Pettigrew stiehlt daher von ihrem Tisch die Visitenkarte einer Frau, für die Miss Holt gerade nach einem Mädchen sucht.
Unter der angegebenen Adresse begegnet ihr die chaotische Delysia Lafosse, die allerdings kein Problem mit Kindern hat, sondern mit der Koordination ihrer drei Liebhaber. Da wäre Theaterproduzent Phil Goldman, der gerade im Bett von Delysia liegt. Sie schläft mit Phil, um die Hauptrolle in seinem neuen Stück zu bekommen. Nick Calderelli ist der Besitzer des Nachtclubs, in dem Delysia als Sängerin auftritt, und ihm gehört auch die Wohnung, in der Delysia lebt. Nick hat sich für den Vormittag bei seiner Geliebten angekündigt. Michael Pardue wiederum ist als Pianist bei Nick angestellt, der Duettpartner von Delysia und wurde von ihr beim geplanten Heiratsantrag vor einigen Monaten sitzengelassen – weil er dachte, er könne ihr nicht genug bieten, hatte er daraufhin volltrunken die Kronjuwelen aus dem Tower of London stehlen wollen, wurde für mehrere Monate inhaftiert und ist gerade aus dem Gefängnis freigekommen.

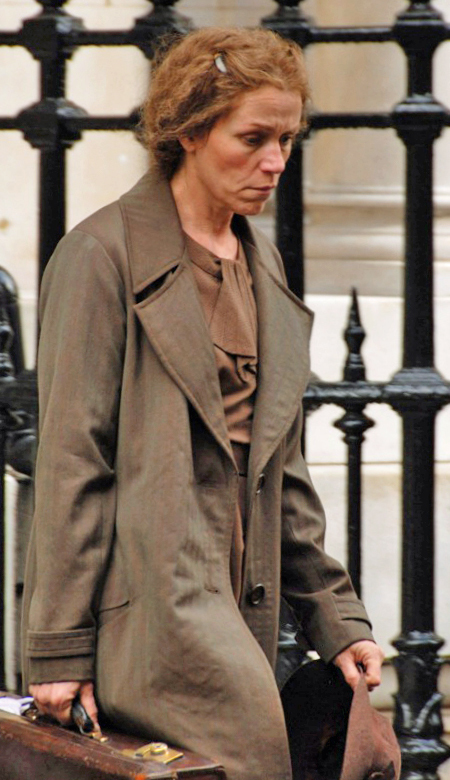
Miss Pettigrew wird entlassen: Frances McDormand während der Dreharbeiten der Anfangsszenen im Mai 2007

Die Pfarrerstochter Miss Pettigrew ist entsetzt, doch gelingt es ihr mit ihrer direkten und burschikosen Art, Phil rechtzeitig aus der Wohnung zu befördern und Delysia vor Nick zu retten. Sie begleitet Delysia zu einer Unterwäsche-Modenschau und trifft dort den BH-Designer Joe Blomfield und dessen Ex-Verlobte Edythe Dubarry, deren Affäre Grund für die Auflösung der Verlobung war. Zufällig hatte Miss Pettigrew auf der Straße Edythe einen anderen Mann küssen sehen. Edythe, der Delysia von Miss Pettigrews morgendlichem Geniestreich mit Phil und Nick erzählt, erpresst Miss Pettigrew: Sie soll Joe zur erneuten Verlobung mit ihr bringen und die nächtliche Affäre verheimlichen und sie werde im Gegenzug niemandem erzählen, dass sie in Wirklichkeit eine Bettlerin sei. Kurz darauf erfährt Miss Pettigrew in Edythes Modesalon eine komplette äußerliche Verschönerung.
In Delysias Wohnung erscheint Michael, der Delysia vor die Wahl stellt: Entweder sie wolle ihn heiraten und am nächsten Morgen mit ihm nach New York City gehen, um dort als Duo Karriere zu machen, oder er fahre ohne sie und sehe sie nie wieder. Delysia will sich nicht so schnell entscheiden und gibt nachmittags bei sich eine Party. Hier soll Phil verkünden, wer die Hauptrolle in seiner neuen Theater-Produktion erhalten wird. Durch Miss Pettigrews Einsatz entscheidet sich Phil für Delysia und glaubt, dass sie nur ihn liebe. Enttäuscht verlässt Michael die Party. Auch die erneute Verlobung der kalten Edythe mit Joe kann Miss Pettigrew bewirken, doch fühlt sie, dass beide Erfolge eigentlich keine sind. Michael ist der einzige, der Delysia wirklich liebt und auch Joe hätte jemand besseres als die berechnende Edythe verdient.
Abends gehen alle in Nicks Nachtclub, wo Delysia ein letztes Mal als Sängerin auftritt. Michael, der sie am Klavier begleitet, fordert sie auf, mit ihm den damals berühmten, sehr gefühlsbetonten Song If I Didn’t Care vorzutragen, bei dem beide erkennen, dass sie einander lieben. Joe wird von Edythe mal wieder brüsk links liegen gelassen und tanzt stattdessen mit Miss Pettigrew. Beide kommen sich näher, zumal sie beide durch den Ersten Weltkrieg betroffen sind und die seit Kriegsausbruch wieder fliegenden Bomber nicht so begeistert sehen können wie die junge Generation um Delysia – Miss Pettigrew verlor im Krieg ihren einzigen Geliebten, während viele von Joes Klassenkameraden fielen. Edythe, die beide im Gespräch überrascht, denkt, Miss Pettigrew habe von ihrer Beobachtung nahe der Suppenküche erzählt, und gibt ihre Affäre zu. Gleichzeitig verrät sie, dass Miss Pettigrew in Wirklichkeit eine Bettlerin ist, die sich die Stelle als Privatsekretärin Delysias nur ergaunert habe. Joe trennt sich endgültig von Edythe.
Miss Pettigrew geht und kehrt erst am nächsten Morgen zu Delysia zurück. Sie trifft sie mit Michael – beide sind auf dem Weg zum Schiff nach New York City. Miss Pettigrew bleibt zurück und geht zum Bahnhof. Hier trifft sie auf Joe, der sie die ganze Nacht gesucht hat. Er gesteht ihr seine Liebe und bittet sie, indirekt, seine Frau zu werden. Sie willigt ein und beide gehen gemeinsam aus dem Bahnhof.

## Produktion
Die Rechte an der Romanverfilmung wurden 1939 an Universal Pictures verkauft, die den Film als Musical mit Billie Burke in der Hauptrolle planten. Der Angriff auf Pearl Harbor beendete die Arbeit am Film vorzeitig. Die Filmrechte wurden zwar 1954 verlängert, das Projekt jedoch nicht umgesetzt. Stephen Garrett wurde zunächst auf das Buch aufmerksam und schlug Focus Features eine Verfilmung vor. Da die Rechte zu dem Zeitpunkt immer noch bei Universal lagen und Focus Features eine Tochterfirma der Universal ist, konnte die Verfilmung schließlich ab 2007 umgesetzt werden.
Der Film wurde unter anderem im Theatre Royal Drury Lane in Covent Garden, im Whitehall Court und im Londoner Stadtteil Pimlico gedreht. Die Modenschau-Szenen entstanden im Londoner Savoy Hotel. Die Innenaufnahmen fanden in den Ealing Studios statt.
Der Film wurde am 7. März 2008 in den USA uraufgeführt und erlebte seine deutschsprachige Erstaufführung am 10. Juli 2008 in der Schweiz. In Deutschland kam der Film nicht in die Kinos, ist jedoch Anfang 2009 auf DVD erschienen.
Weltweit spielte Miss Pettigrews großer Tag bis März 2009 16.724.933 Dollar ein.

## Kritik
Der film-dienst bezeichnete Miss Pettigrews großer Tag als „liebevoll ausgestaltete, mit nostalgischem Charme inszenierte Gesellschaftskomödie nach einem Roman von Winifred Watson, die etliche Standesdünkel auf den Arm nimmt und mit einem gut aufgelegten Darsteller-Ensemble für hintersinnige Unterhaltung sorgt.“

## Auszeichnungen
Miss Pettigrew Lives for a Day wurde 2009 bei den People’s Choice Awards in der Kategorie Favorite Independent Movie nominiert, verlor jedoch gegen Die Bienenhüterin.